# Václav Rebš
Václav Rebš (8. srpna 1869 Bukovno – 22. ledna 1928 Mladá Boleslav) byl český a československý politik a poslanec Revolučního národního shromáždění za Českou státoprávní demokracii, respektive Československou národní demokracii.

## Biografie
Vychodil odborné školy a vyučil se soustružníkem. Pobýval na zkušené v zahraničí (Belgie, Francie, Německo). V roce 1895 se oženil s Marií Holubovou. Okolo roku 1905 si pak založil v Mladé Boleslavi soustružnický závod. Byl veřejně aktivní. Byl členem Sokola. Původním povoláním byl soustružníkem. Dlouhodobě se angažoval v živnostenských organizacích. V roce 1911 reprezentoval výbor zemské jednoty živnostenských společenstev na kongresu v Lublani. Od roku 1913 byl členem Státní živnostenské rady. Zastával funkci starosty Okresní jednoty živnostenských společenstev v Mladé Boleslavi. Od roku 1922 byl přísedícím Zemského správního výboru. V 2. polovině 20. let se uvádí i jako předseda Zemské živnostenské rady pro Čechy.
Před válkou byl členem České státoprávně pokrokové strany. V letech 1918–1920 zasedal v Revolučním národním shromáždění za Českou státoprávní demokracii, respektive za z ní vzniklou Československou národní demokracii.
Zemřel po delší nemoci v lednu 1928. Příčinou úmrtí byla otrava krve. Několik měsíců před smrtí mu byla amputována noha.